# Nassarius celebensis
Nassarius celebensis is een slakkensoort uit de familie van de Nassariidae. De wetenschappelijke naam van de soort is voor het eerst geldig gepubliceerd in 1907 door Schepman.